# Фила (съпруга на Филип II)
Вижте пояснителната страница за други личности с името Фила.
Фила (на гръцки: Φίλα; на латински: Phila) e първата или втората съпруга на македонския цар Филип II Македонски. Тя е дъщеря на Дерда II Елимийски, владетел на Елимия в Горна Македония на река Бистрица. Сестра е на Дерда III и Махата. Вероятно тя няма деца.